# 快楽党
快楽党（かいらくとう, 仏: Parti du plaisir）は、快楽主義を掲げるリベラルなフランスの政党である。

## 結党の目的
2001年にヌードダンサーやポルノ女優など性労働者の女性が中心となって設立された。Tバックにブラジャー姿や、胸を露出した格好で選挙運動を行うなどしたことから、メディアで注目を浴びた。結党以来、党首はポルノ女優・ヌードダンサーのサンディー・リー (仏: Cindy Lee) が務めている。立党の目的は集団の利益よりも個人の幸福を追求することにあり、個々人が幸せになれる社会を目指している。

## 選挙結果
- 2001年3月の統一地方選挙でパリ第5区に当時のパリ市長だったジャン・チベリに対抗してパリ市議候補を擁立しようとしたが、警察が公安を理由に同党候補の出馬を受理しなかった。
- 2002年フランス大統領選挙にサンディー・リー党首が出馬表明したが、立候補に必要な500名の役職者からの公式な推薦が集まらず、出馬できなかった。
- 2002年国民議会議員選挙（6月9日、16日投票）ではパリ第1区からリー党首が出馬し、157票 (0.41%) を獲得し、落選した。
- 2004年3月のヴァル＝ド＝マルヌ県議会議員選挙ではアルクイユ市からリー党首が出馬し、152票 (1.78%) を獲得して、落選した。
- 2007年フランス大統領選挙でもリー党首が出馬表明したが、立候補に必要な500名の役職者からの公式な推薦が集まらず、出馬できなかった。
- 2007年国民議会議員選挙（6月10日、17日投票）ではパリ第5区からリー党首が出馬し、430票 (1.06%) を獲得して、落選した。

## 政策
- 戦争をやめてセックスをしよう。
- コンドームを1個0.1ユーロで配布する。
- 孤独に悩む人や失恋者を救う救急車制度を創設する。
- あらゆる性暴力と闘う。
- 人種差別、ユダヤ人差別、ゲイ嫌悪（仏: homophobie）、レズビアン嫌悪（仏: lesbophobie）と闘う。
- 裸体になって行動できる公の場所をつくる。
- 同性カップルに子どもを養子縁組する権利を与える。
- 「愛の日」という休日をつくる。
- すべての人に快楽を得られる権利を与える。
- 大人も含めて性教育を強化する。中学校でも性教育を徹底して行う。
- 刑務所の中にセックスができる面会所をつくる。
- 高校でナンパを教える授業をつくる。
- 反原発。遺伝子組み換え作物・反対。車の使用を減らす。
- 長くフランスで暮らしている移民に投票権を与える。
- 衛生・安全の観点から、売春宿を合法化する。